# A1 Team Libanon
Het A1 Team Libanon was een Libanees raceteam dat deelnam aan de A1 Grand Prix. Eigenaar van het team was Tameem Auchi. Het team werd net als zusterteam India gerund door Argo Racing Cars.
Vele coureurs voor het team kwamen niet uit Libanon. Zo werden enkele races in het seizoen 2005-2006 en 2006-2007 gereden door de Amerikaan Graham Rahal en de Braziliaan Allam Khodair. Alexander Khateeb rijdt onder de Britse vlag, maar is wel van Libanese afkomst. Het beste resultaat van het Libanese team tijdens een race was de zesde plaats, maar veelal werd er in de achterhoede geëindigd.

## Coureurs
De volgende coureurs hebben gereden voor Libanon, met tussen haakjes het aantal races.
- Basil Shaaban (16)
- Daniel Morad (14)
- Khalil Beschir (14)
- Chris Alajajian (10)
- Allam Khodair (8)
- Graham Rahal (8)
- Alexander Khateeb (4)
- Jimmy Auby (4)